# Centro deportivo municipal La Mina
El Centro Deportivo Municipal La Mina es un centro deportivo municipal, situado en el barrio de Vista Alegre, distrito de Carabanchel, Madrid. Se encuentra en una parcela de 18.100 m², en la calle Monseñor Oscar Romero número 41.

## Características
Se trata del polideportivo más antiguo de Carabanchel.
Ocupa una parcela de 18.100 metros cuadrados y es gestionado de forma directa por el Ayuntamiento de Madrid.
Su nombre "La Mina" proviene por el campo de fútbol del Real Club Deportivo Carabanchel, y que linda con la parcela del polideportivo, y que a su vez procede de una antigua finca de Carabanchel Bajo . Dicho nombre proviene de la cantidad de corrientes de agua subterráneas que con frecuencia minaban a la superficie.
Se trata de una instalación adaptada, con ascensor y grúa de piscina. Ha sido reformada actualmente.

## Unidades deportivas
En cuanto a las Unidades Deportivas que tiene están las siguientes:
A) Al aire libre: Frontón; Piscina (1 vaso de 50 metros, 1 vaso de recreo y 1 vaso infantil); 2 Pistas de Pádel; 2 Pistas polideportivas.
B) Cubiertas: Pabellón polideportivo; Piscina (1 vaso de 25 m y 1 vaso de enseñanza), 4 pistas de squash, 4 pistas de pádel, 1 sala de musculación, 2 salas multiusos.
Los deportes practicables son: bádminton, baloncesto, balonmano, deportes de pelota, fútbol, fútbol 7, fútbol sala; musculación, natación, pádel, squash.
Y el uso de espacios deportivos: campo de fútbol; Frontón; pabellón; piscina; pista de pádel; pista polideportiva; pista de squash; sala de musculación.
Tiene oficina de Promoción Deportiva, y organiza los Juegos Deportivos Municipales; Torneos y Circuitos Municipales; Copas de Primavera.
Las Enseñanzas Deportivas son:
A) Escuelas Pre-Infantiles (4-6 años): Natación peques.
B) Escuelas Infantiles (6 a 14 años): Balonmano - Gimnasia Rítmica - Natación.
C) Clases para Jóvenes (15 a 21 años): Aeróbic - Natación - Gimnasia Rítmica.
D) Clases para adultos (21 a 64 años): Acondicionamiento Físico Deportivo; Aeróbic; Combinada; Combinada de Compensación; Fitnes; Gimnasia Acuática; Gimnasia de Compensación;  Natación; Natación de Compensación; Pilates.
E) Mayores de 65 años: Actividad Acuática; Actividad Física.
F) Personas con discapacidad física: Actividad Acuática (Adultos)

## Accesos
Se puede acceder al Campo de La Mina por medio del Metro de Madrid, con la línea 5 en las estaciones de Eugenia de Montijo o Carabanchel. También se puede llegar mediante autobús de EMT por las líneas 34, 35 y 17.
- Datos: Q5761224
- Multimedia: Centro Deportivo Municipal La Mina / Q5761224